# Cal Bernat (Serrateix)
Cal Bernat és una masia de Serrateix, al municipi de Viver i Serrateix (Berguedà) inclosa en l'Inventari del Patrimoni Arquitectònic de Catalunya.

## Descripció
Masia orientada a l'est corresponent al tipus II de la classificació de J. Danés, coberta a dues vessants i amb el carener perpendicular a la façana. Consta de tres plantes amb poques finestres i una porta adovellada.
Les finestres són allindanades amb blocs monolítics de pedra. Els panys antics dels murs són d'un aparell regular, amb carreus de mida mitjana ben escairats i disposats en filades regulars. La resta dels panys, fins a arribar a la teulada, corresponents a la reconstrucció del segle xvii, són fets amb pedra d'aparell irregular.

## Història
L'any 1553 la masia era coneguda amb el nom de cal Gener (en el fogatge d'aquest any fou confessada per Jaume Gener). El 1633 la pubilla Valentina Gener es va casar amb A. J. Llastanosa i el 1649, ja vídua, confessava tenir 89 jornals de terra pel monestir de Serrateix.
A damunt de la porta consta la data 1625, corresponent potser a la data de reconstrucció.